# Jaime Gómez Valencia
Jaime Gómez Valencia (San Juan del Río, Querétaro; 17 de julio de 1993) es un futbolista mexicano. Su posición es Mediocampista y su actual club es el Querétaro FC de la Liga MX.

## Carrera

### Inicios y Querétaro Fútbol Club
Empezó su carrera jugando en Tercera División de México en el año 2009 donde jugaba para un equipo llamado Santa Rosa, en la siguiente temporada pasó a ser jugador de otro equipo de la misma división llamado Jilotepec.
En el año 2010 llegó a las fuerzas básicas del Querétaro FC, específicamente a la categoría Sub-17. Fue un año después cuando empezó a tener minutos con la categoría Sub-20, hasta que el día 27 de octubre de 2012 debutó como futbolista profesional en un partido de la jornada 15 del Apertura 2012 ante el San Luis, arrancó como titular y completo todo el encuentro.
En las siguientes temporadas siguió sumando minutos con el primer equipo, y su vez jugaba también con las categorías Sub-20 y de Segunda División, además de que en el año 2014 se fue a préstamo al Club Irapuato que en ese momento jugaba en segunda división.

### Club Tijuana
El 17 de junio de 2020 se hace oficial su llegada al Club Tijuana como nuevo refuerzo para el Apertura 2020. Su primer partido con el club fue el 25 de julio en liga ante el Atlas FC, comenzó el encuentro como titular y completo los 90', al final su equipo terminó ganando el encuentro por marcador de 3-1.

### FC Juárez
El 24 de junio de 2021 se da a conocer su llegada al FC Juárez.

## Estadísticas
Actualizado al último partido jugado el 2 de noviembre de 2024.
| Querétaro F. C. · México            | 1.ª           | 2012-13       | 0   | 0 | 7  | 0 | -  | - | 7   | 0 |
| Querétaro F. C. · México            | 1.ª           | 2013-14       | 4   | 0 | 8  | 0 | -  | - | 12  | 0 |
| Querétaro F. C. · México            | 1.ª           | 2014-15       | 4   | 0 | 2  | 0 | -  | - | 6   | 0 |
| Querétaro F. C. · México            | 1.ª           | 2015-16       | 17  | 2 | -  | - | 5  | 0 | 22  | 2 |
| Querétaro F. C. · México            | 1.ª           | 2016-17       | 33  | 0 | 4  | 0 | -  | - | 37  | 0 |
| Querétaro F. C. · México            | 1.ª           | 2017-18       | 28  | 0 | 7  | 0 | -  | - | 35  | 0 |
| Querétaro F. C. · México            | 1.ª           | 2018-19       | 34  | 1 | 3  | 0 | -  | - | 37  | 1 |
| Querétaro F. C. · México            | 1.ª           | 2019-20       | 26  | 1 | 1  | 0 | -  | - | 27  | 1 |
| Querétaro F. C. · México            | 1.ª           | 2023-24       | 28  | 0 | -  | - | 5  | 1 | 33  | 1 |
| Querétaro F. C. · México            | 1.ª           | 2024-28       | 10  | 0 | -  | - | 2  | 0 | 12  | 0 |
| Querétaro F. C. · México            | Total club    | Total club    | 184 | 4 | 32 | 0 | 12 | 1 | 228 | 5 |
| C. Tijuana · México                 | 1.ª           | 2020-21       | 27  | 1 | 1  | 0 | -  | - | 28  | 0 |
| C. Tijuana · México                 | Total club    | Total club    | 27  | 0 | 1  | 0 | 0  | 0 | 28  | 0 |
| F. C. Juárez · México               | 1.ª           | 2021-22       | 20  | 0 | -  | - | -  | - | 20  | 0 |
| F. C. Juárez · México               | 1.ª           | 2022-23       | 21  | 0 | -  | - | -  | - | 21  | 0 |
| F. C. Juárez · México               | Total club    | Total club    | 41  | 0 | 0  | 0 | 0  | 0 | 41  | 0 |
| Total carrera                       | Total carrera | Total carrera | 252 | 4 | 33 | 0 | 12 | 1 | 297 | 5 |
| (1)Incluye datos de la Copa México. |               |               |     |   |    |   |    |   |     |   |

## Palmarés

### Campeonatos nacionales
| Título              | Club      | País           | Año     |
| ------------------- | --------- | -------------- | ------- |
| Copa MX             | Querétaro | México         | 2016    |
| Supercopa de México | Querétaro | Estados Unidos | 2016-17 |